# اچ‌ام‌اس هانتر (۱۸۹۵)
اچ‌ام‌اس هانتر (۱۸۹۵) (به انگلیسی: HMS Hunter (1895)) یک کشتی بود که طول آن ۱۹۴ فوت (۵۹ متر) بود. این کشتی در سال ۱۸۹۵ ساخته شد.